# La Boissière-École
La Boissière-École är en kommun i departementet Yvelines i regionen Île-de-France i norra Frankrike. Kommunen ligger i kantonen Rambouillet som tillhör arrondissementet Rambouillet. År 2022 hade La Boissière-École 748 invånare.

## Befolkningsutveckling
Antalet invånare i kommunen La Boissière-École
| Referens: INSEE |